# Мишиха (Алтайский край)
Мишиха — село в Кытмановском районе Алтайского края. Входит в состав Сунгайского сельсовета.

## География
Расположено в северной части района, на левом берегу реки Мишихи. Абсолютная высота — 225 метров над уровнем моря.

## История
Основано в 1860 году. В 1926 году в деревне Мишиха имелось 189 хозяйств и проживало 1057 человек (498 мужчин и 559 женщин). В национальном составе населения того периода преобладали русские. Действовали школа подростков и лавка общества потребителей. В административном отношении являлась центром Мишихинского сельсовета Верх-Чумышского района Барнаульского округа Сибирского края.

## Население
| 1926 | 1997 | 1998 | 1999 | 2000 | 2001 | 2002 | 2003 | 2004 | 2005 |
| ---- | ---- | ---- | ---- | ---- | ---- | ---- | ---- | ---- | ---- |
| 1057 | ↘175 | ↘154 | ↘112 | ↘95  | ↘91  | ↘59  | ↘58  | ↘40  | ↘32  |
| 2006 | 2007 | 2008 | 2009 | 2010 | 2011 | 2012 | 2013 |      |      |
| ↘24  | ↘18  | ↘17  | ↗19  | ↘11  | ↘10  | ↘5   | ↘3   |      |      |

Национальный состав
Согласно результатам переписи 2002 года, в национальной структуре населения русские составляли 98 %.